# Embrasse-moi, idiot (film, 1915)
Cet article concerne le film de Frank Powell. Pour le film de Billy Wilder, voir Embrasse-moi, idiot.
Pour les articles homonymes, voir A Fool There Was et Embrasse-moi, idiot.
Pour plus de détails, voir Fiche technique et Distribution.
Embrasse-moi, idiot, ou La Vampire (A Fool There Was) est un film américain de Frank Powell sorti en 1915.
Cette production brille surtout par la présence de Theda Bara, dont c'est l'un des seuls films encore existant aujourd'hui. Elle est à l'origine du terme «vamp» (diminutif de vampire), désignant une femme fatale causant la perte de ceux qu'elle séduit, un peu à la manière dont un vampire fascine puis épuise ses victimes.

## Synopsis
John Schuyler, riche diplomate, est un époux et un père de famille dévoué. Il est envoyé en Angleterre afin d'effectuer une mission diplomatique sans sa femme et sa fille. Sur le bateau il rencontre le « Vampire », une femme séduisant les hommes et les abandonnant après avoir ruiné leur existence.
Complètement sous l'emprise de cette femme, il perd son emploi et abandonne sa famille. Toutes les tentatives déployées par ses proches pour le faire revenir dans le droit chemin échouent. Et la vie de l'« idiot » se dégrade de plus en plus.

## Fiche technique
- Titre original : A Fool There Was
- Titre français : Embrasse-moi, idiot (édition Jokanan)
- Autre titre français : La Vampire (édition Bach Films)
- Réalisation : Frank Powell
- Scénario : Porter Emerson Browne, d'après sa pièce inspirée d'un poème de Rudyard Kipling
- Photographie : George Schneiderman
- Musique d'accompagnement (DVD, 2002) : Maximilien Mathevon
- Costumes : George James Hopkins
- Sociétés de production et de distribution : Fox Film Corporation
- Distribution DVD (France) : Jokanan (2002) ; Bach Films (2013)
- Producteurs : William Fox et Frank Powell
- Pays de production :  États-Unis
- Langue originale : anglais (cartons)
- Format : Noir et blanc - 35 mm - 1,33:1 - Muet
- Genre : Film dramatique
- Durée : 67 minutes
- Date de sortie :
  - États-Unis : 12 janvier 1915

## Distribution
- Theda Bara : la « Vampire »
- Edward José : John Schuyler, l'« idiot »
- Mabel Frenyear : Kate Schuyler
- Runa Hodges : leur fille
- May Allison : la sœur de Kate
- Clifford Bruce : Tom
- Victor Benoit : Reginald Parmalee
- Frank Powell : le docteur
- Minna Gale : la fiancée du docteur